# سوزانا والومرد
سوزانا والومرد (انگلیسی: Susanna Wallumrød؛ زادهٔ ۲۳ ژوئن ۱۹۷۹) موسیقی‌دان، آهنگساز اهل نروژ است.